# Núcleo Museológico de Arte Sacra de Alcoutim
O Núcleo Museológico de Arte Sacra é um museu situado na localidade de Alcoutim, no Distrito de Faro, em Portugal.

## Caracterização
Este museu foi inaugurado em 1998, ocupando nessa altura a Ermida de Nossa Senhora da Conceição; em 2008, a exposição foi mudada para a Capela de Santo António, localizada na Avenida Duarte Pacheco. Apresenta a exposição permanente Um olhar sobre as igrejas de Alcoutim, cujo objectivo é divulgar a arte sacra presente no concelho, e a sua evolução histórica, através de painéis informativos ilustrados, e da exposição de várias peças desta temática.